# NECTIN4
NECTIN4 (англ. Nectin cell adhesion molecule 4) – білок, який кодується однойменним геном, розташованим у людей на 1-й хромосомі. Довжина поліпептидного ланцюга білка становить 510 амінокислот, а молекулярна маса — 55 454.
| 10         |  | 20         |  | 30         |  | 40         |  | 50         |
| ---------- |  | ---------- |  | ---------- |  | ---------- |  | ---------- |
| MPLSLGAEMW |  | GPEAWLLLLL |  | LLASFTGRCP |  | AGELETSDVV |  | TVVLGQDAKL |
| PCFYRGDSGE |  | QVGQVAWARV |  | DAGEGAQELA |  | LLHSKYGLHV |  | SPAYEGRVEQ |
| PPPPRNPLDG |  | SVLLRNAVQA |  | DEGEYECRVS |  | TFPAGSFQAR |  | LRLRVLVPPL |
| PSLNPGPALE |  | EGQGLTLAAS |  | CTAEGSPAPS |  | VTWDTEVKGT |  | TSSRSFKHSR |
| SAAVTSEFHL |  | VPSRSMNGQP |  | LTCVVSHPGL |  | LQDQRITHIL |  | HVSFLAEASV |
| RGLEDQNLWH |  | IGREGAMLKC |  | LSEGQPPPSY |  | NWTRLDGPLP |  | SGVRVDGDTL |
| GFPPLTTEHS |  | GIYVCHVSNE |  | FSSRDSQVTV |  | DVLDPQEDSG |  | KQVDLVSASV |
| VVVGVIAALL |  | FCLLVVVVVL |  | MSRYHRRKAQ |  | QMTQKYEEEL |  | TLTRENSIRR |
| LHSHHTDPRS |  | QPEESVGLRA |  | EGHPDSLKDN |  | SSCSVMSEEP |  | EGRSYSTLTT |
| VREIETQTEL |  | LSPGSGRAEE |  | EEDQDEGIKQ |  | AMNHFVQENG |  | TLRAKPTGNG |
| IYINGRGHLV |  |            |  |            |  |            |  |            |

A: Аланін

C: Цистеїн

D: Аспарагінова кислота

E: Глутамінова кислота

F: Фенілаланін

G: Гліцин

H: Гістидин

I: Ізолейцин

K: Лізин

L: Лейцин

M: Метіонін

N: Аспарагін

P: Пролін

Q: Глутамін

R: Аргінін

S: Серин

T: Треонін

V: Валін

W: Триптофан

Кодований геном білок за функціями належить до рецепторів клітини-хазяїна для входу вірусу, рецепторів. 
Задіяний у таких біологічних процесах, як клітинна адгезія, взаємодія хазяїн-вірус, альтернативний сплайсинг. 
Локалізований у клітинній мембрані, мембрані, клітинних контактах.
Також секретований назовні.